# Ibrahim Sangaré
Ibrahim Sangaré (ur. 2 grudnia 1997 w Koumassi) – iworyjski piłkarz grający na pozycji środkowego pomocnika w angielskim klubie Nottingham Forest oraz w reprezentacji Wybrzeża Kości Słoniowej. Zwycięzca Pucharu Narodów Afryki 2023.

## Kariera klubowa
Swoją piłkarską karierę Sangaré rozpoczął w klubie AS Denguelé. W sezonie 2013/2014 zadebiutował w jego barwach w pierwszej lidze iworyjskiej. W 2016 roku odszedł do Toulouse FC. Początkowo grał w jego rezerwach, a następnie stał się członkiem pierwszego zespołu. 22 października 2016 zadebiutował w nim w Ligue 1 w zremisowanym 1:1 wyjazdowym meczu z FC Metz. W sezonie 2019/2020 zajął z Toulouse ostatnie miejsce w lidze i spadł z nim do Ligue 2.
28 września 2020 Sangaré przeszedł za 7 milionów euro do PSV. Swój debiut w nim w Eredivisie zaliczył 18 października 2020 w zwycięskim 3:0 wyjazdowym spotkaniu z PEC Zwolle. W sezonie 2020/2021 wywalczył z PSV wicemistrzostwo Holandii.
| Sezon   | Klub              | Kraj                     | Rozgrywki      | Mecze | Gole |
| ------- | ----------------- | ------------------------ | -------------- | ----- | ---- |
| 2013/14 | AS Denguelé       | Wybrzeże Kości Słoniowej | Ligue 1 MTN    | ?     | ?    |
| 2014/15 | AS Denguelé       | Wybrzeże Kości Słoniowej | Ligue 1 MTN    | ?     | ?    |
| 2015/16 | AS Denguelé       | Wybrzeże Kości Słoniowej | Ligue 1 MTN    | ?     | ?    |
| 2016/17 | Toulouse FC       | Francja                  | Ligue 1        | 5     | 0    |
| 2016/17 | Toulouse FC B     | Francja                  | CFA 2          | 12    | 0    |
| 2017/18 | Toulouse FC       | Francja                  | Ligue 1        | 20    | 1    |
| 2017/18 | Toulouse FC B     | Francja                  | CFA 2          | 4     | 0    |
| 2018/19 | Toulouse FC       | Francja                  | Ligue 1        | 28    | 1    |
| 2019/20 | Toulouse FC       | Francja                  | Ligue 1        | 25    | 0    |
| 2020/21 | Toulouse FC       | Francja                  | Ligue 2        | 2     | 0    |
| 2020/21 | PSV               | Holandia                 | Eredivisie     | 29    | 1    |
| 2021/22 | PSV               | Holandia                 | Eredivisie     | 29    | 3    |
| 2022/23 | PSV               | Holandia                 | Eredivisie     | 28    | 5    |
| 2023/24 | PSV               | Holandia                 | Eredivisie     | 2     | 0    |
| 2023/24 | Nottingham Forest | Holandia                 | Premier League | 11    | 0    |

## Kariera reprezentacyjna
W reprezentacji Wybrzeża Kości Słoniowej Sangaré zadebiutował 18 października 2015 w przegranym 1:2 meczu Mistrzostw Narodów Afryki 2016 z Ghaną, rozegranym w Kumasi. W 2019 roku był w kadrze na Puchar Narodów Afryki 2019. Na tym turnieju wystąpił dwóch meczach: grupowym z Namibią (4:1) i ćwierćfinałowym z Algierią (1:1, k. 3:4).
W 2022 roku Sangaré został powołany do kadry na Puchar Narodów Afryki 2021. Na tym turnieju rozegrał cztery mecze: grupowe z Gwineą Równikową (1:0), ze Sierra Leone (2:2) i z Algierią (3:1) oraz w 1/8 finału z Egiptem (0:0, k: 4:5).